# Territoriale prelatuur Corocoro
De territoriale prelatuur Corocoro (Latijn: Praelatura Territorialis Corocorensis) is een rooms-katholieke territoriale prelatuur met als zetel Coro Coro, in Bolivia. De territoriale prelatuur is suffragaan aan het aartsbisdom La Paz.  

## Geschiedenis
De territoriale prelatuur werd opgericht op 11 december 1961, uit delen van het bisdom Cochabamba, en was suffragaan aan het aartsbisdom Sucre. Op 30 juli 1975 veranderde het van kerkprovincie en werd suffragaan aan het nieuw verheven aartsbisdom Cochabamba. 

## Parochies
De territoriale prelatuur had in 2021 een oppervlakte van 28.823 km2 en telde 241.840 inwoners waarvan 91,9% rooms-katholiek was.

## Prelaten
- Ubaldo Evaristo Cibrián Fernández (7 maart 1953 - 14 april 1965)
- Jesús Agustín López de Lama (10 juni 1966 - 5 september 1991)
- Toribio Sergio Porco Ticona (4 juni 1992 - 29 juni 2012; kardinaal in 2018)
- Percy Lorenzo Galvan Flores (2 februari 2013 - 23 mei 2020)
- Pascual Limachi Ortiz (10 februari 2021 - heden)

## Galerij van afbeeldingen

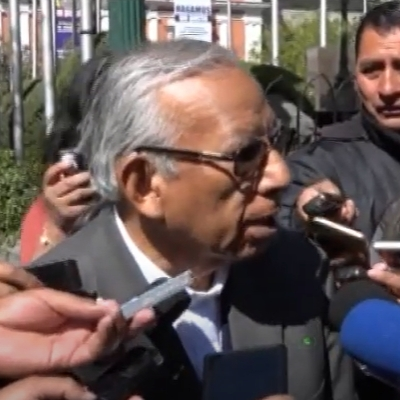
Bisschop Toribio Sergio Porco Ticona (1992-2012)
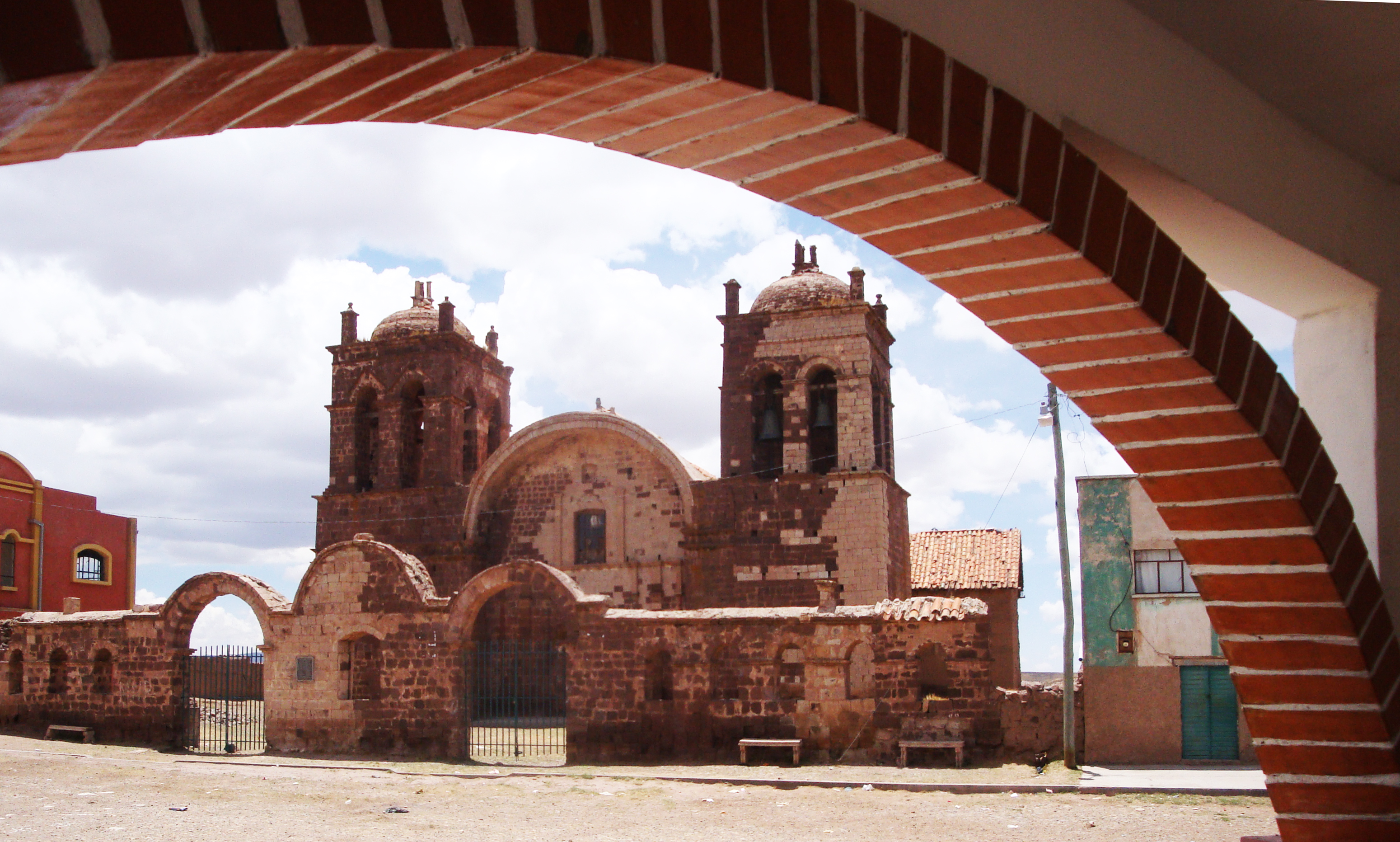
Kerk van Caquingora

La Paz (aartsbisdom) · Corocoro (territoriale prelatuur) · Coroico · El Alto